# Tonica (depressariídeos)
Tonica (Agonoxenidae) é um gênero de traça pertencente à família Agonoxenidae.